# Jan Skowroński (ortopeda)
Jan Skowroński (ur. 29 marca 1948 w Piotrkowie Trybunalskim) – polski ortopeda i doktor habilitowany.

## Biografia
Studiował w Akademii Medycznej w Białymstoku. W 1976 został doktorem, a w 1984 habilitował się dzięki rozprawie o chirurgii i mikrochirurgii. W 1993 uzyskał tytuł profesora, a w 2004 tytuł profesora zwyczajnego. Jest wielokrotnym laureatem nagród naukowych, a także dydaktycznych Rektorów AM z Białegostoku.